# Моисеева, Александра Михайловна (волейболистка)
Александра Михайловна Моисеева (до замужества — Ширяева; 9 февраля 1983, Ленинград) — российская волейболистка, член сборной России по пляжному волейболу, мастер спорта международного класса.

## Достижения
- чемпионка мира среди спортсменок до 21 года (2004, с Анной Морозовой);
- чемпионка Европы (2006, с Натальей Урядовой);
- достижения в чемпионатах России:
  - 1-е место (2005, 2006 — с Натальей Урядовой);
  - 2-е место (2004 — с Анной Морозовой, 2007, 2008 — с Натальей Урядовой);
  - 3-е место (2003 — с Анной Морозовой, 2012 — с Екатериной Сырцевой).